# Арзвиллер
Арзвиллер (фр. Arzviller) — коммуна на северо-востоке Франции в регионе Гранд-Эст (бывший Эльзас — Шампань — Арденны — Лотарингия), департамент Мозель, округ Сарбур — Шато-Сален, кантон Фальсбур.
Площадь коммуны — 5,21 км², население — 520 человек (2006) с тенденцией к стабилизации: 547 человек (2013), плотность населения — 105,0 чел/км². Ранее входила в состав Лотарингии.

## Население
Численность населения коммуны в 2008 году составляла 527 человек, в 2012 году — 551 человек, а в 2013-м — 547 человек.
| 1962 | 1968 | 1975 | 1982 | 1990 | 1999 | 2006 | 2008 | 2012 | 2013 |
| ---- | ---- | ---- | ---- | ---- | ---- | ---- | ---- | ---- | ---- |
| 520  | 507  | 486  | 544  | 508  | 516  | 520  | 527  | 551  | 547  |

Динамика населения:

## Экономика
В 2010 году из 331 человек трудоспособного возраста (от 15 до 64 лет) 240 были экономически активными, 91 — неактивными (показатель активности 72,5 %, в 1999 году — 64,8 %). Из 240 активных трудоспособных жителей работали 226 человек (128 мужчин и 98 женщин), 14 числились безработными (7 мужчин и 7 женщин). Среди 91 трудоспособных неактивных граждан 35 были учениками либо студентами, 36 — пенсионерами, а ещё 20 — были неактивны в силу других причин.